# Marinette Pichon
Pour les articles homonymes, voir Pichon.
Marinette Pichon, née le 26 novembre 1975 à Bar-sur-Aube (Aube), est une footballeuse internationale française évoluant au poste d'attaquante.
Elle évolue principalement durant sa carrière au Saint-Memmie Olympique et au Juvisy FCF. Elle est la première footballeuse française professionnelle ayant évolué aux États-Unis durant sa carrière. Elle est considérée comme la première star française du football féminin.
Elle détenait avec ses 81 réalisations en Bleues le record de buts en équipe de France jusqu'en 2020. Depuis sa retraite en tant que joueuse en 2007, elle est devenue consultante à la télévision et entraîneure au Québec.
Depuis juin 2024, elle est la directrice sportive des Roses de Montréal dans la Super ligue du nord.

## Biographie

### Jeunesse
Marinette Pichon connait une enfance difficile à cause d'un père violent et alcoolique. Elle est aidée par le football et par l'attitude de sa mère.
Elle prend sa première licence de football à l'A.S. Brienne à l'âge de cinq ans. Elle doit partir jouer avec des filles à quinze ans mais veut rester jouer dans le club de son enfance qui demande une dérogation et l'obtient. Ce n'est qu'à 16 ans qu'elle rejoint Saint-Memmie Olympique.

### Carrière en club
Repérée durant l'été 2001 lors du championnat d'Europe par l'entraîneur du Charge de Philadelphie Mark Krikorian (en), Marinette Pichon signe l'année suivante dans son équipe, intégrant la première ligue professionnelle féminine, la Women's United Soccer Association (WUSA) aux États-Unis. Elle est élue révélation de l'année. Elle joue ainsi à Philadelphie durant deux saisons, devenant notamment la révélation de la saison 2002, jusqu'à ce que la WUSA cesse ses activités à l'automne 2003, elle revient alors jouer en France.
À l'été 2004, elle joue aux États-Unis pour les Wildcats du New Jersey dans la W-League et remporte le titre de la Conférence de l'Est de la ligue.
Avec Juvisy, elle remporte le titre (2006) et le Challenge de France (2005). Elle termine meilleure buteuse de D1 en 2005 en inscrivant un record de 38 buts.

### Carrière internationale
Internationale A depuis 1994, elle fait ses débuts chez les Bleues le 22 mars 1994 contre la Belgique. En 2003, elle participe avec la France à sa première Coupe du monde. Elle annonce sa retraite internationale à la suite de l'échec des Bleues lors des éliminatoires de la Coupe du monde 2007 face aux Anglaises. Elle obtient une sélection de prestige dans une équipe FIFA, en 2004 face à l'Allemagne (tout comme Corinne Diacre, alors qu'Élisabeth Loisel les entraînait pour ce match).
Elle compte 112 sélections pour 81 buts en équipe de France qui font d'elle la meilleure buteuse de l'histoire des Bleues, avant d'être détrônée par Eugénie Le Sommer, en septembre 2020.

### Reconversion
En 2011, elle est recrutée comme consultante par France Télévisions afin de commenter les matches du championnat de France de D1, dont le groupe a acquis une partie des droits. En 2012, elle commente, toujours pour le compte de France Télévisions, le tournoi féminin de football des JO de Londres. En 2016, elle commente l'Euro 2016 sur le réseau Outre-Mer la 1ère, puis de nouveau des matchs des tournois féminin et masculin de football des JO de Rio avec Fabien Lévêque sur France Télévisions. En 2017, elle commente le Championnat d'Europe féminin 2017.
En 2013, elle occupe le poste de directrice générale du club de Juvisy. Elle est également salariée du conseil général de l'Essonne.
En 2018, elle reçoit le « Out d’or de la personnalité sportive », décerné par l'AJL, pour avoir été l'une des premières sportives françaises de haut niveau à avoir fait son coming out, qu'elle évoque dans Ne jamais rien lâcher, son autobiographie publiée la même année.
Après avoir commenté la Coupe du monde 2019 sur La 1re, elle rejoint le Québec pour devenir entraîneuse au sein de l'Association régionale de soccer du Lac Saint-Louis à Montréal.
Elle revient sur France Télévisions en 2021 pour commenter les rencontres de football aux Jeux olympiques d'été de 2020 avec Fabien Lévêque.
En 2024, elle devient directrice sportive de la nouvelle franchise de Super ligue du nord basée à Montréal, les Roses.

### Vie privée
En octobre 2012, Marinette Pichon devient la deuxième femme lesbienne en France à obtenir un congé parental pour la naissance de son fils que sa compagne (Ingrid Moatti, championne de basket-fauteuil) met au monde le 7 novembre 2012. Elle se marie avec sa compagne le 7 septembre 2013 et peut alors adopter son fils, Gaël, né dix mois plus tôt. La famille émigre ensuite au Québec, où, selon Marinette Pichon, « il y a une ouverture d'esprit, un respect des institutions, qui frappent par rapport à la France ».

## Palmarès

### En club
- Championne de France en 2006 avec Juvisy.
- Vice-championne de France en 2005 avec Juvisy.
- Vainqueur du Challenge de France en 2005 avec Juvisy.

### Distinctions individuelles
- Meilleure joueuse de la Women's United Soccer Association (WUSA) en 2003 avec le Philadelphia Charge.
- Meilleure buteuse de la Division 1 en 2001 et 2002 avec Saint-Memmie et en 2005 et 2006 avec Juvisy[16].

## Statistiques

### En club
| Saison                | Club                   | Championnat           | Championnat | Championnat | Coupe(s) nationale(s) | Coupe(s) nationale(s) | Compétition(s) continentale(s) | Compétition(s) continentale(s) | Compétition(s) continentale(s) | Play-offs | Play-offs | Total | Total |
| Saison                | Club                   | Division              | M.          | B.          | M.                    | B.                    | Comp.                          | M.                             | B.                             | M.        | B.        | M.    | B.    |
| 1995-1996             | Saint-Memmie Olympique | Division 1            |             |             | -                     | -                     | -                              | -                              | -                              | -         | -         | 0     | 0     |
| 1996-1997             | Saint-Memmie Olympique | Division 1            |             |             | -                     | -                     | -                              | -                              | -                              | -         | -         | 0     | 0     |
| 1997-1998             | Saint-Memmie Olympique | Division 2            |             |             | -                     | -                     | -                              | -                              | -                              | -         | -         | 0     | 0     |
| 1998-1999             | Saint-Memmie Olympique | Division 2            |             |             | -                     | -                     | -                              | -                              | -                              | 1+        | 1+        | 1     | 1     |
| 1999-2000             | Saint-Memmie Olympique | Division 1            |             |             | -                     | -                     | -                              | -                              | -                              | -         | -         | 0     | 0     |
| 2000-2001             | Saint-Memmie Olympique | Division 1            |             | 31          | -                     | -                     | -                              | -                              | -                              | -         | -         | 0     | 31    |
| 2001-2002             | Saint-Memmie Olympique | Division 1            | 10+         | 22          |                       |                       | -                              | -                              | -                              | -         | -         | 10    | 22    |
| Sous-total            | Sous-total             | Sous-total            | 10          | 53          | 0                     | 0                     | -                              | -                              | -                              | 1         | 1         | 11    | 54    |
| 2002                  | Philadelphia Charge    | WUSA                  | 18          | 14          | -                     | -                     | -                              | -                              | -                              | 1         | 0         | 19    | 14    |
| 2003                  | Philadelphia Charge    | WUSA                  | 18          | 14          | -                     | -                     | -                              | -                              | -                              | -         | -         | 18    | 14    |
| Sous-total            | Sous-total             | Sous-total            | 36          | 28          | -                     | -                     | -                              | -                              | -                              | 1         | 0         | 37    | 28    |
| 2003-2004             | Saint-Memmie Olympique | Division 1            | 11          | 5           |                       |                       | -                              | -                              | -                              | -         | -         | 11    | 5     |
| Sous-total            | Sous-total             | Sous-total            | 11          | 5           | 0                     | 0                     | -                              | -                              | -                              | -         | -         | 11    | 5     |
| 2004                  | Wildcats du New Jersey | W-League              | 10          | 21          | -                     | -                     | -                              | -                              | -                              | 3+        | 7         | 13    | 28    |
| Sous-total            | Sous-total             | Sous-total            | 10          | 21          | -                     | -                     | -                              | -                              | -                              | 3         | 7         | 13    | 28    |
| 2004-2005             | FCF Juvisy             | Division 1            | 21          | 38          | 5                     | 7                     | -                              | -                              | -                              | -         | -         | 26    | 45    |
| 2005-2006             | FCF Juvisy             | Division 1            | 22          | 36          | 4                     | 3                     | -                              | -                              | -                              | -         | -         | 26    | 39    |
| 2006-2007             | FCF Juvisy             | Division 1            | 15          | 15          |                       |                       | C1                             | 3                              | 4                              | -         | -         | 18    | 19    |
| Sous-total            | Sous-total             | Sous-total            | 58          | 89          | 9                     | 10                    | -                              | 3                              | 4                              | -         | -         | 70    | 103   |
| Total sur la carrière | Total sur la carrière  | Total sur la carrière | 125         | 196         | 9                     | 10                    | -                              | 3                              | 4                              | 5         | 8         | 142   | 218   |

À noter que les données statistiques de sa période (1995-2002) au Saint-Memmie Olympique manquent.

### En sélection
| Sélection | Année | Statistiques | Statistiques |
| Sélection | Année | Matchs       | Buts         |
| --------- | ----- | ------------ | ------------ |
| France    | 1994  | 5            | 2            |
| France    | 1995  | 9            | 7            |
| France    | 1996  | 7            | 5            |
| France    | 1997  | 11           | 4            |
| France    | 1998  | 7            | 6            |
| France    | 1999  | 6            | 6            |
| France    | 2001  | 9            | 8            |
| France    | 2002  | 10           | 6            |
| France    | 2003  | 11           | 11           |
| France    | 2004  | 11           | 16           |
| France    | 2005  | 15           | 7            |
| France    | 2006  | 11           | 3            |
| Total     | Total | 112          | 81           |

## Décorations
Chevalier de l'ordre national du Mérite nommée le 7 mai 2007 au titre de « membre de l'équipe de France d'un club sportif féminin ; 13 ans de services civils et d'activités sportives ».
 Chevalier de la Légion d'honneur nommée le 13 juillet 2022 au titre de « ancienne footballeuse internationale, entraîneuse et consultante pour la télévision ; 31 ans de services ».

## Autobiographie et film
En 2008, Marinette Pichon publie son autobiographie sous le titre Ne jamais rien lâcher, coécrit avec Fabien Lévêque, publié aux éditions First.
La réalisatrice de cinéma Virginie Verrier s'inspire de son autobiographie, en 2023 pour son film Marinette. Marinette Pichon est incarnée par Garance Marillier. Ce film biographique est une première pour une sportive française.

## Hommage
En 2024, un terrain de football de Bergerac (Dordogne) prend le nom de Marinette Pichon.